# USCGC Mackinaw (WAGB-83)
Pour les autres navires du même nom, voir USCGC Mackinaw.
L'USCGC Mackinaw (WAG-83) est un brise-glace de l'United States Coast Guard spécialement conçu pour briser la glace sur les Grands Lacs d'Amérique du Nord.

Son port d'attache était Cheboyan dans le (Michigan) durant son service actif. En raison de l'âge du Mackinaw et de son entretien très coûteux, il  a été déclassé et remplacé par un plus petit multifonction l'USCGC Mackinaw (WLBB-30), qui a été mis en service à Cheboygan ce même jour du 10 juin 2006.
Il est désormais exposé comme navire musée au Icebreaker Mackinaw Maritime Museum, au port de Mackinaw, au côté du SS Chief Wawatam (en) train-ferry et brise-glace.

## Histoire
La conception du Mackinaw a été basée sur la classe Wind-class icebreaker (en) de brise-glace diesel-électrique mais construit plus grand et plus large.
Au cours de son long service, il a obtenu de nombreuses récompenses comme l'American Campaign Medal, la World War II Victory Medal, la National Defense Service Medal et la Global War on Terrorism Service Medal.